# Cotis I del Bósforo
Cotis I del Bósforo, Tiberio Julio Cotys o Philocaesar Philoromaios Eusebes (en griego: Τιβέριος Ἰούλιος Ῥησκούπορις Α' Φιλόκαισαρ Φιλορώμαίος Eυσεbής. Vivió en el siglo I). Philocaesar Philoromaios Eusebes significa "amigo del César, amigo del Pueblo Romano", el piadoso". Fue un príncipe y rey federado romano del Reino del Bósforo.

## Familia
Cotis fue el segundo hijo de los monarcas del Reino del Bósforo, Aspurgo y Gepaepyris. Su hermano mayor fue el rey Mitrídates II. Era un príncipe de ascendencia griega, romana y persa. Cotis era nieto de los monarcas Asandro y Dinamia, y de los gobernantes del reino federado de Tracia, Cotis VIII y Antonia Trifena. 
A través de su abuela materna Antonia Trifena, era descendiente del triunviro Marco Antonio. Trifena era la primera bisnieta del triunviro. A través de Trifena, Cotis estaba también relacionado con varios miembros de la Dinastía Julio-Claudia. A través de Aspurgo, Cotis era descendiente de los reyes macedonios: Antígono I Monóftalmos, Seleuco I Nicátor y del regente, Antípatro I. Estos tres hombres sirvieron bajo el rey Alejandro Magno. 
Cotis fue llamado así en honor de su abuelo materno, el gobernante de Tracia, Cotis VIII.

## Biografía
Poco se sabe de la vida de Cotis I. Cuando Aspurgo murió en 38, su hermano se había convertido en gobernante, junto con su madre. En algún momento antes del 45, el Emperador romano Claudio había dado a su hermano el reino del Bósforo para su gobierno. Claudio reconoció y nombró a Mitrídates como legítimo rey del Bósforo. En 45, por razones desconocidas Claudio le depuso del trono y le reemplazó por Cotis. Claudio había retirado la guarnición romana de Aulo Didio Galo del Bósforo, y sólo quedaron unas cuantas cohortes, al mando del caballero romano Cayo Julio Aquila. 
Mitrídates aprovechó la situación y se enfrentó a Cotis y a Aquila, intentando recuperar el trono. Mitrídates fue capaz de atraer a los dirigentes de las tribus locales y a desertores, formando un ejército para declarar la guerra a Cotis y a Aquila. 
Cuando Cotis y Aquila oyeron noticias de esta guerra, temieron que la invasión era inminente. Ambos pidieron apoyo a Claudio. Mitrídates comprometió a su ejército en una guerra de tres días, en la que Cotis y Aquila resultaron vencedores en el Río Don. 
Mitrídates fue forzado por Claudio a rendirse, fue capturado y enviado a Roma como prisionero. 
Del 45 hasta el 63, Cotis reinó como rey del Bósforo. En algún momento durante su reinado, Cotis se casó con una noble griega llamada Eunice, con la que tuvo un hijo llamado Tiberio Julio Rescuporis I. Cotis nombró así a su hijo, por un príncipe tracio, tío paterno de su abuelo materno. 
En 63, por razones desconocidas, el emperador Nerón depuso a Cotis del trono. Quizás Nerón quiso minimizar la función, poder e influencia de los gobernantes locales, y deseó que el reino del Bósforo pasara a ser completamente gobernado por el estado romano. Su destino posterior es desconocido. El reino del Bósforo fue incorporado como parte de la provincia romana de Mesia Inferior en 63-68. 
En 68, el nuevo emperador romano Galba restauró el reino del Bósforo a Rescuporis I. Rescuporis reinó desde 68 hasta al menos 90, siendo contemporáneo de los gobernantes de la Dinastía flavia, en particular del reinado de Domiciano. A través de Rescuporis, Cotis tuvo varios descendientes, que gobernaron en el trono del Bósforo hasta mediados del siglo IV y entre sus descendientes hay al menos dos reyes que llevan su nombre.